# Арал (Таласский район, Кыргызстан)
Арал (кирг. Арал) — село в Таласском районе Таласской области Кыргызстана. Административный центр Аральского аильного округа. Код СОАТЕ — 41707 232 804 01 0.

## Население
По данным переписи 2009 года, в селе проживало 3849 человек.

## Известные уроженцы
- Эсенбу (Эсенбюбю) Нурманбетова (1957—2019) — советская и киргизская оперная певица (сопрано) и педагог, народная артистка Кыргызской Республики (1995).